# Kazimierz Czarnecki
Kazimierz Czarnecki, född 5 mars 1948 i Ostróda, är en polsk före detta tyngdlyftare.
Czarnecki blev olympisk bronsmedaljör i 67,5-kilosklassen i tyngdlyftning vid sommarspelen 1976 i Montréal.